# Robert Härtel
Carl August Robert Härtel (* 21. Februar 1831 in Weimar; † 5. Mai 1894 in Breslau) war ein deutscher Bildhauer.

## Leben
Robert Härtel nahm in Weimar bei Friedrich Preller Unterricht im Zeichnen bzw. bei Franz Jäde und kam dann zu einem Goldschmied in die Lehre.
Nachdem er München, Dresden und Berlin besucht hatte, fand er als Bildhauer bei den Restaurierungsarbeiten der Wartburg Beschäftigung und trat dann in Dresden ins Atelier Ernst Hähnels ein.
Auf die Figur eines Schildknappen folgten für die Großherzogin von Weimar eine Statue der Poesie und 1868 für das Großherzogliche Museum in Weimar ein 36 Meter langer Fries in Hochrelief mit einer Darstellung der Hermannsschlacht sowie Seitenfriese mit dem Jugendleben der Germanen und der Aufnahme der Helden in Walhalla.
Für die Außenseite desselben Gebäudes schuf Härtel eine Reihe allegorischer Reliefs. Andere Arbeiten von ihm sind ein Bronzeschild mit einer Reliefdarstellung des Krieges, das Leben Julius Cäsars, eine kolossale Erzbüste des Philosophen Jakob Friedrich Fries für Jena (1873), das Kriegerdenkmal für Weimar (1875), die Gruppe Kreon und Antigone für das neue Hoftheater (Semperoper) in Dresden und mehrere Statuen für die Albrechtsburg in Meißen. Außerdem schuf er 1875 den bis 1937 vor dem Großherzoglichen Museum in Weimar befindlichen Vimaria-Brunnen. Härtel hatte sich auch in der kleinstatuarischen Kunst betätigt.
1878 wurde er als Lehrer an die Königliche Kunst- und Gewerbeschule in Breslau berufen, wo er unter anderem die Bronzefiguren Albrecht Dürers und Michelangelos und zwei Giebelfiguren für das Schlesische Museum der Bildenden Künste, eine Statue Kaiser Wilhelms I. für das neue Regierungsgebäude und das Denkmal Friedrichs des Großen für Tarnowitz schuf. Am 24. Mai 1878 bekam er das Ehrenbürgerrecht der Stadt Weimar. Bemerkenswert ist ein von ihm 1878 geschaffenes Kriegerdenkmal am Weimarer Watzdorfplatz, das längst nicht mehr existiert. Ein Rudiment in Form eines Armes davon befindet sich im Stadtmuseum Weimar.
1885 wurde er Ehrenmitglied der Alten Breslauer Burschenschaft der Raczeks.

## Galerie

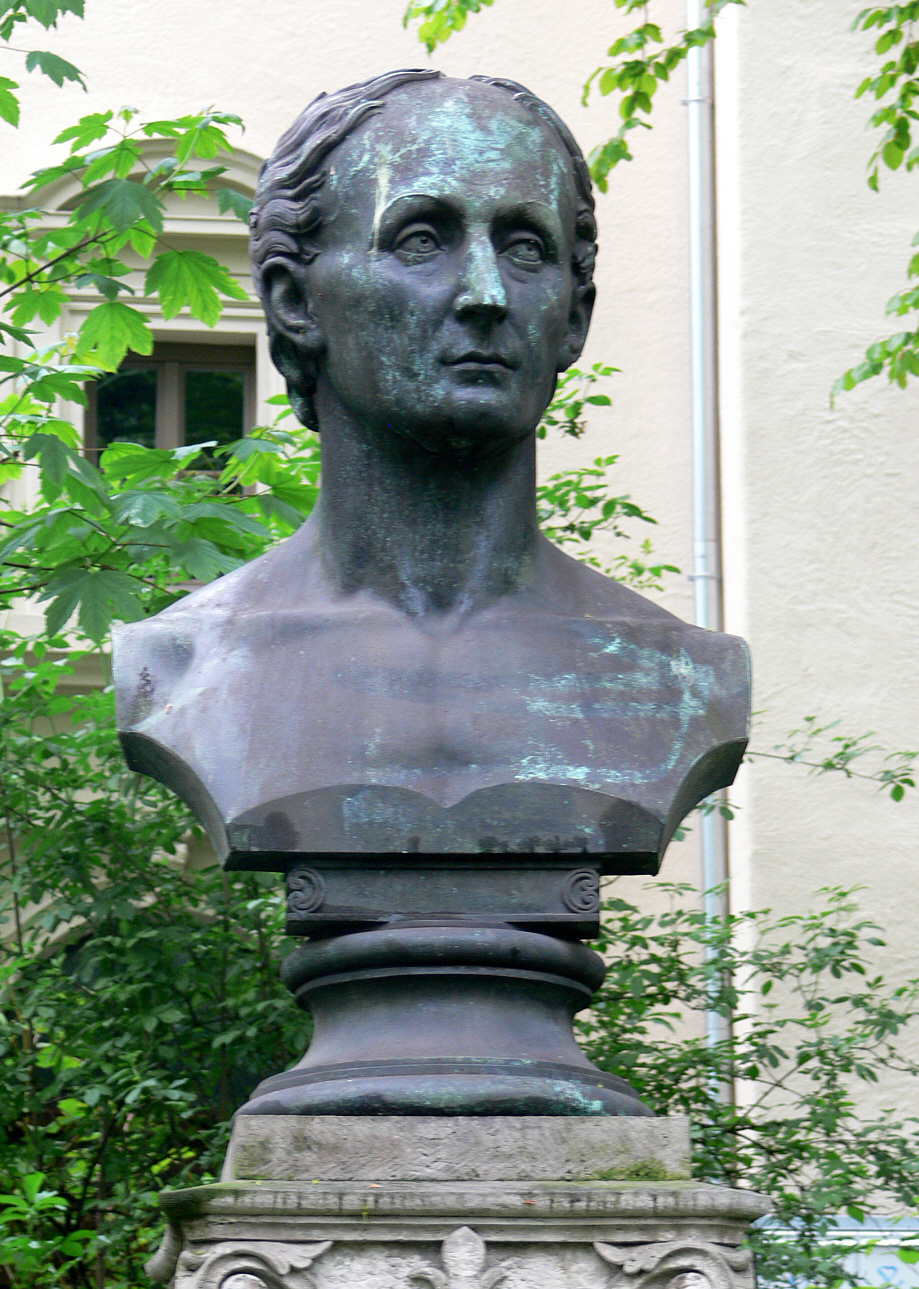
Denkmal für J. F. Fries am Fürstengraben in Jena, 1873

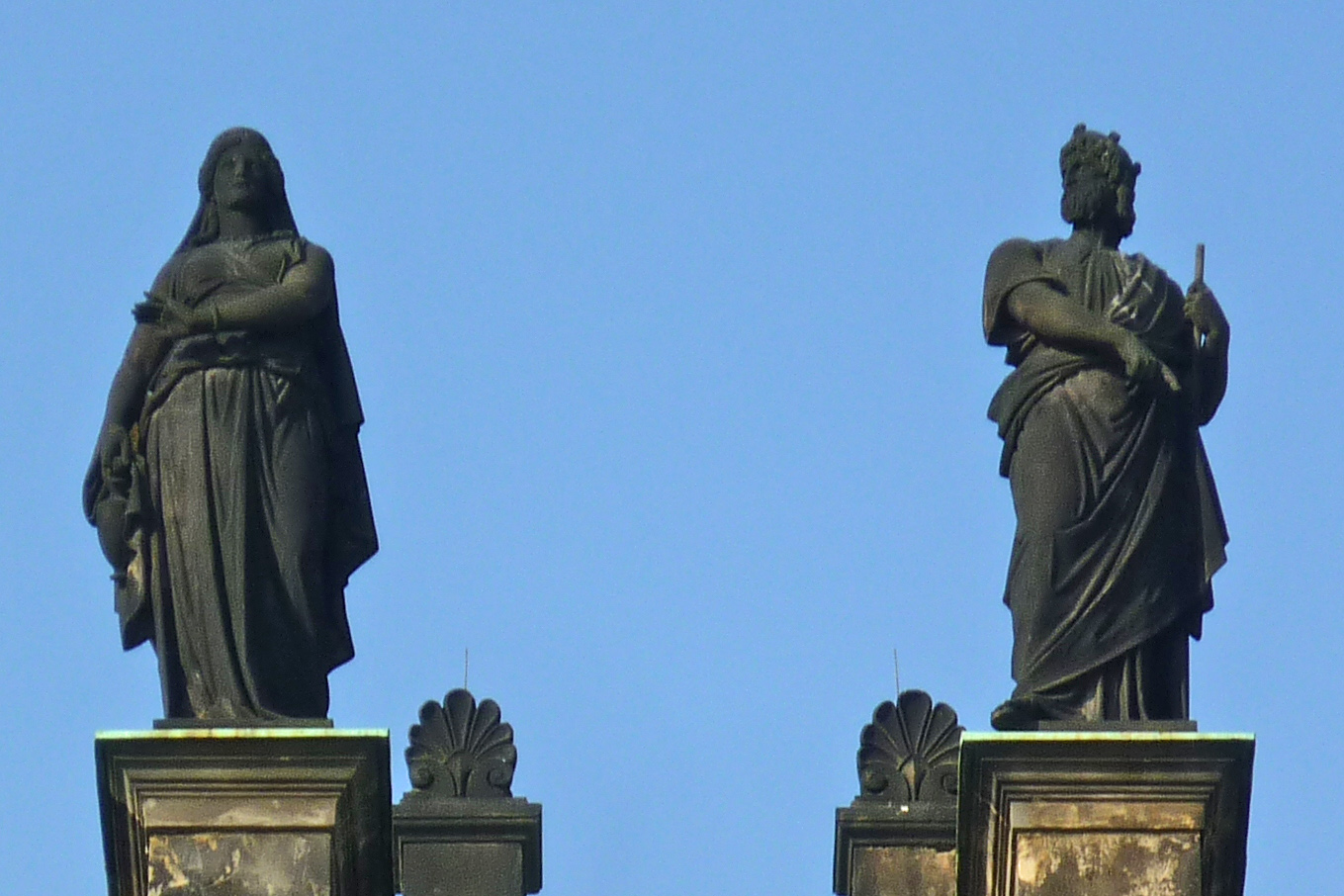
Statuen auf der Semperoper in Dresden, 1878

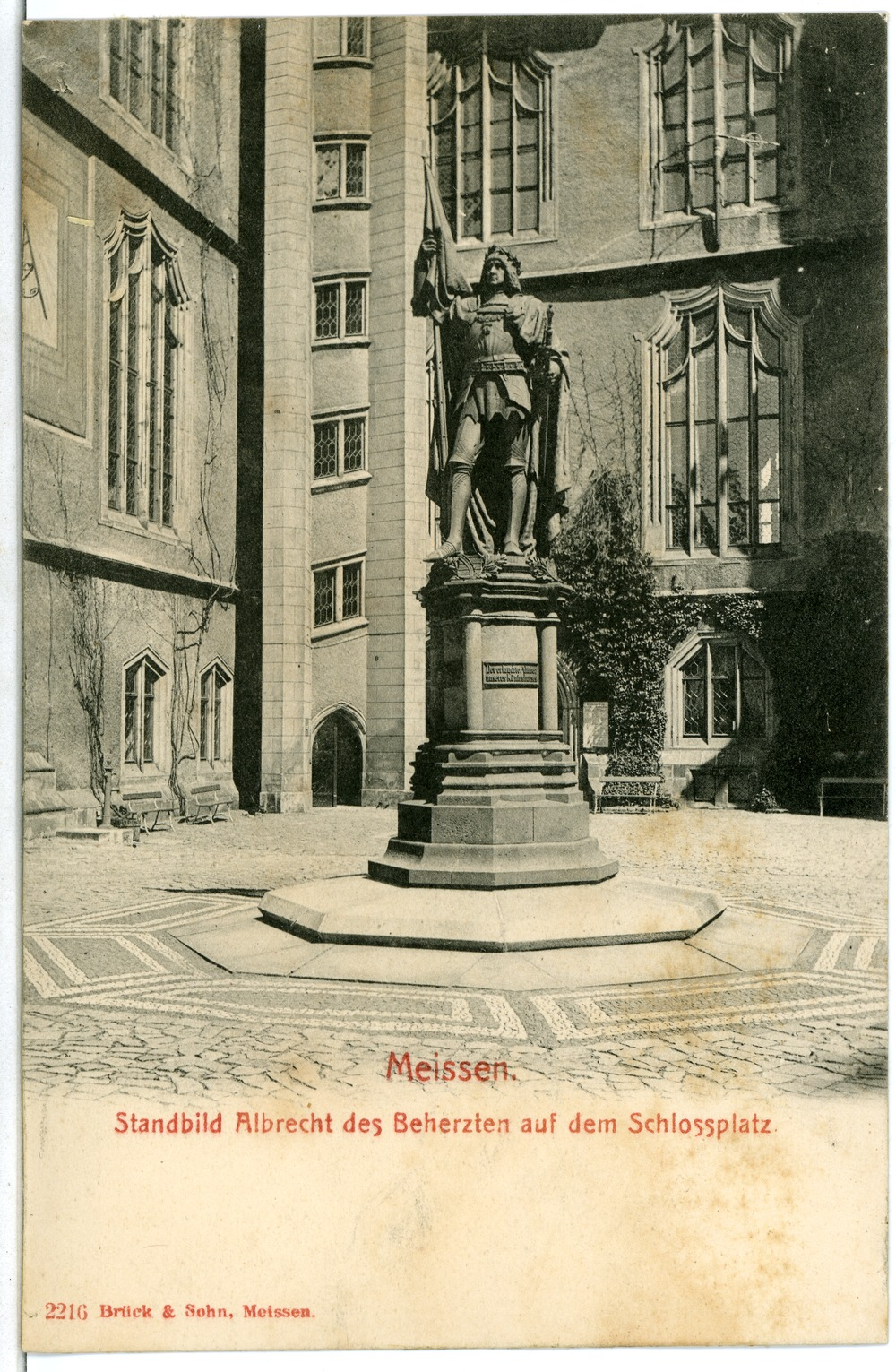
Statue Albrechts des Beherzten in der Albrechtsburg Meißen, 1876, 1951 entfernt und eingeschmolzen

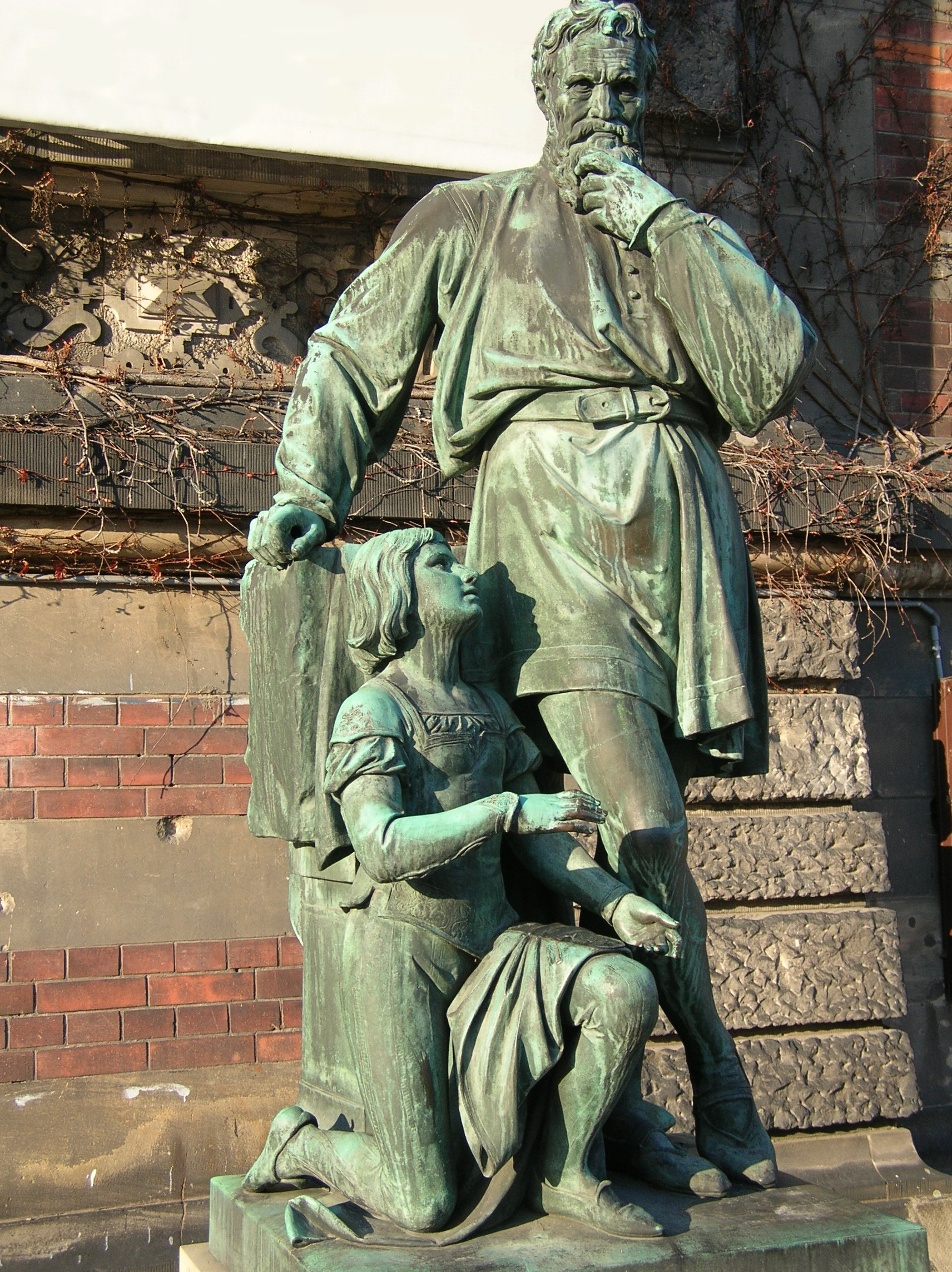
Statue Michelangelos vor dem Nationalmuseum Breslau, 1881

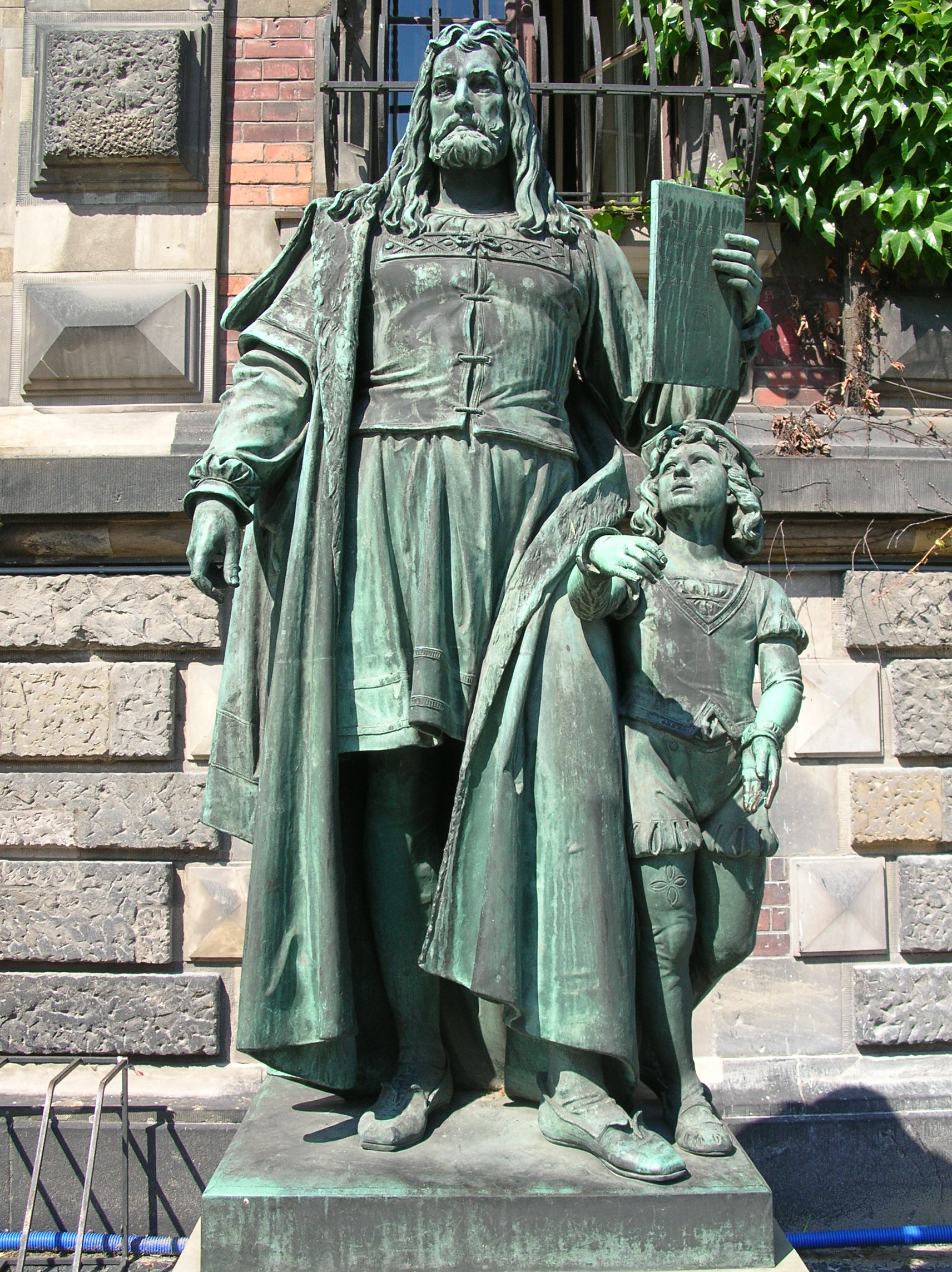
Statue Albrecht Dürers vor dem Nationalmuseum Breslau, 1882

| Personendaten    | Personendaten                                   |
| ---------------- | ----------------------------------------------- |
| NAME             | Härtel, Robert                                  |
| ALTERNATIVNAMEN  | Härtel, Carl August Robert (vollständiger Name) |
| KURZBESCHREIBUNG | deutscher Bildhauer                             |
| GEBURTSDATUM     | 21. Februar 1831                                |
| GEBURTSORT       | Weimar                                          |
| STERBEDATUM      | 5. Mai 1894                                     |
| STERBEORT        | Breslau                                         |